# Jonathan Trigell
Jonathan Trigell est un romancier britannique.

## Biographie
Afin d'assouvir sa passion pour le ski, il vit à Chamonix.
Avec son premier roman, Jeux d'enfants (Boy A), traduit en français par Isabelle Maillet, il remporte le Prix John-Llewellyn-Rhys 2004 et le Waverton Good Read Award.
Jeux d'enfants est l'histoire d'un garçon criminel, incarcéré depuis l'enfance pour homicide et libéré à l'âge de 24 ans. On trouve dans ce roman des parallèles évidents et vraisemblablement délibérés avec le destin des meurtriers de James Bulger, même si les crimes sont différents. 
Favorablement accueilli par la critique, Jeux d'enfants a été décrit par Sarah Waters, présidente du jury pour le Prix John-Llewellyn-Rhys, comme "un récit irrésistible, un morceau d'écriture magnifiquement structuré et un roman stimulant d'idées. C'est un merveilleux début."  En 2006, le roman est paru en France dans la collection « Série noire » chez Gallimard.
Le second roman de Jonathan Trigell, Cham (nom familier de Chamonix) a été publié en octobre 2007 en Angleterre, par l'éditeur Serpent's Tail (en).